# Nesstar
NESSTAR est une application du Web sémantique pour les données et les métadonnées statistiques qui a pour objectif de rationaliser le processus de recherche, d'accès et d'analyse de l'information statistique.
Le projet NESSTAR a démarré en janvier 2001. Il a été financé par la DGXIII de la Commission européenne sous le 4th Framework Telematics Applications Program.
Le but du projet était d'apporter les avantages du Web dans le domaine de la diffusion des données statistiques, alors que le World Wide Web avait déjà rendu la publication d'information textuelle et graphique plus facile et moins chère. Une quantité énorme d'informations avait été rendue disponible dans le monde par des consultations, à peu de coûts et d'une manière très intégrée. Les besoins que  NESSTAR était appelé à satisfaire était de montrer qu'il était possible de créer un  ”Web Données” qui rendrait facile la publication, la localisation, et l'accès aux données statistiques.
NESSTAR a été suivi par le projet FASTER.
NESSTAR est employé pour la mise en réseau des données pour la recherche via l'Internet. D'autres programmes (ILSES, FASTER) sont développés à cette fin par les réseaux internationaux de banques de données en sciences sociales. 
En France, par exemple, le logiciel NESSTAR est utilisé par le service de données ADISP (Archives de Données Issues de la Statistique Publique) pour la documentation de données à destination du monde de la recherche.

## Source
- (en) Cet article est partiellement ou en totalité issu de l’article de Wikipédia en anglais intitulé « Nesstar » (voir la liste des auteurs).